# Premi e riconoscimenti di Meryl Streep
Questa è la lista che riassume tutti i premi ottenuti da Meryl Streep. 
È stata candidata ventuno volte al Premio Oscar, portandosi a casa tre statuette. Ha vinto il premio per la miglior attrice non protagonista per Kramer contro Kramer nel 1980, e il premio per la miglior attrice protagonista per La scelta di Sophie nel 1983 e per The Iron Lady nel 2012. Si è inoltre aggiudicata 8 Golden Globe a fronte di 30 candidature. Il numero di candidature ai due premi ed il numero di vittorie ai Golden Globe sono record ancora oggi imbattuti nella storia del cinema.

## Premi cinematografici e televisivi

### Principali
- Premio Oscar
  - 1979 – Candidatura alla miglior attrice non protagonista per Il cacciatore
  - 1980 – Miglior attrice non protagonista per Kramer contro Kramer
  - 1982 – Candidatura alla miglior attrice per La donna del tenente francese
  - 1983 – Miglior attrice per La scelta di Sophie
  - 1984 – Candidatura alla miglior attrice per Silkwood
  - 1986 – Candidatura alla miglior attrice per La mia Africa
  - 1988 – Candidatura alla miglior attrice per Ironweed
  - 1989 – Candidatura alla miglior attrice per Un grido nella notte
  - 1991 – Candidatura alla miglior attrice per Cartoline dall'inferno
  - 1996 – Candidatura alla miglior attrice per I ponti di Madison County
  - 1999 – Candidatura alla miglior attrice per La voce dell'amore
  - 2000 – Candidatura alla miglior attrice per La musica del cuore
  - 2003 – Candidatura alla miglior attrice non protagonista per Il ladro di orchidee
  - 2007 – Candidatura alla miglior attrice per Il diavolo veste Prada
  - 2009 – Candidatura alla miglior attrice per Il dubbio
  - 2010 – Candidatura alla miglior attrice per Julie & Julia
  - 2012 – Miglior attrice per The Iron Lady
  - 2014 – Candidatura alla miglior attrice per I segreti di Osage County
  - 2015 – Candidatura alla miglior attrice non protagonista per Into the Woods
  - 2017 – Candidatura alla miglior attrice per Florence
  - 2018 – Candidatura alla miglior attrice per The Post

- Golden Globe
  - 1979 – Candidatura per la miglior attrice non protagonista per Il cacciatore
  - 1980 – Miglior attrice non protagonista per Kramer contro Kramer
  - 1982 – Miglior attrice in un film drammatico per La donna del tenente francese
  - 1983 – Miglior attrice in un film drammatico per La scelta di Sophie
  - 1984 – Candidatura per la miglior attrice in un film drammatico per Silkwood
  - 1986 – Candidatura per la miglior attrice in un film drammatico per La mia Africa
  - 1989 – Candidatura per la miglior attrice in un film drammatico per Un grido nella notte
  - 1990 – Candidatura per la miglior attrice in un film commedia o musicale per She-Devil - Lei, il diavolo
  - 1991 – Candidatura per la miglior attrice in un film commedia o musicale per Cartoline dall'inferno
  - 1993 – Candidatura per la miglior attrice in un film commedia o musicale per La morte ti fa bella
  - 1995 – Candidatura per la miglior attrice in un film drammatico per The River Wild - Il fiume della paura
  - 1996 – Candidatura per la miglior attrice in un film drammatico per I ponti di Madison County
  - 1997 – Candidatura per la miglior attrice in un film drammatico per La stanza di Marvin
  - 1998 – Candidatura per la miglior attrice in una miniserie o film televisivo per Un passo verso il domani
  - 1999 – Candidatura per la miglior attrice in un film drammatico per La voce dell'amore
  - 2000 – Candidatura per la miglior attrice in un film drammatico per La musica del cuore
  - 2003 – Candidatura per la migliore attrice in un film drammatico per The Hours
  - 2003 – Miglior attrice non protagonista per Il ladro di orchidee
  - 2004 – Miglior attrice in una miniserie o film televisivo per Angels in America
  - 2005 – Candidatura per la miglior attrice non protagonista per The Manchurian Candidate
  - 2007 – Miglior attrice in un film commedia o musicale per Il diavolo veste Prada
  - 2009 – Candidatura per la miglior attrice in un film drammatico per Il dubbio
  - 2009 – Candidatura per la miglior attrice in un film commedia o musicale per Mamma mia!
  - 2010 – Miglior attrice in un film commedia o musicale per Julie & Julia
  - 2010 – Candidatura per la miglior attrice in un film commedia o musicale per È complicato
  - 2012 – Miglior attrice in un film drammatico per The Iron Lady
  - 2013 – Candidatura per la miglior attrice in un film commedia o musicale per Il matrimonio che vorrei
  - 2014 – Candidatura per la miglior attrice in un film commedia o musicale per I segreti di Osage County
  - 2015 – Candidatura per la miglior attrice non protagonista per Into the Woods
  - 2017 – Candidatura per la miglior attrice in un film commedia o musicale per Florence
  - 2017 – Golden Globe alla carriera
  - 2018 – Candidatura per la miglior attrice in un film drammatico per The Post
  - 2020 – Candidatura per la migliore attrice non protagonista in una serie per Big Little Lies - Piccole grandi bugie
  - 2024 - Candidatura alla migliore attrice non protagonista in una serie per Only Murders in the Building

- BAFTA
  - 1980 – Candidatura alla miglior attrice protagonista per Il cacciatore
  - 1980 – Candidatura alla miglior attrice non protagonista per Manhattan
  - 1981 – Candidatura alla miglior attrice protagonista per Kramer contro Kramer
  - 1982 – Miglior attrice protagonista per La donna del tenente francese
  - 1983 – Candidatura alla miglior attrice protagonista per La scelta di Sophie
  - 1984 – Candidatura alla miglior attrice protagonista per Silkwood
  - 1986 – Candidatura alla miglior attrice protagonista per La mia Africa
  - 2003 – Candidatura alla miglior attrice protagonista per The Hours
  - 2003 – Candidatura alla miglior attrice non protagonista per Il ladro di orchidee
  - 2005 – Candidatura alla migliore attrice non protagonista per The Manchurian Candidate
  - 2007 – Candidatura alla migliore attrice protagonista per Il diavolo veste Prada
  - 2009 – Candidatura alla migliore attrice protagonista per Il dubbio
  - 2010 – Candidatura alla migliore attrice protagonista per Julie & Julia
  - 2012 – Miglior attrice protagonista per The Iron Lady
  - 2017 – Candidatura alla miglior attrice protagonista per Florence

- Screen Actors Guild Awards
  - 1995 – Candidatura alla miglior attrice cinematografica per The River Wild - Il fiume della paura
  - 1996 – Candidatura alla miglior attrice cinematografica per I ponti di Madison County
  - 1997 – Candidatura al miglior cast cinematografico per La stanza di Marvin
  - 1999 – Candidatura alla miglior attrice cinematografica per La voce dell'amore
  - 2000 – Candidatura alla migliore attrice cinematografica per La musica nel cuore
  - 2003 – Candidatura al miglior cast cinematografico per The Hours
  - 2003 – Candidatura al miglior cast cinematografico per Il ladro di orchidee
  - 2004 – Miglior attrice in una miniserie o film per la televisione per Angels in America
  - 2007 – Candidatura alla miglior attrice cinematografica per Il diavolo veste Prada
  - 2009 – Miglior attrice cinematografica per Il dubbio
  - 2009 – Candidatura al miglior cast cinematografico per Il dubbio
  - 2010 – Candidatura alla miglior attrice cinematografica per Julie & Julia
  - 2012 – Candidatura alla miglior attrice cinematografica per The Iron Lady
  - 2014 – Candidatura alla miglior attrice cinematografica per I segreti di Osage County
  - 2014 – Candidatura al miglior cast cinematografico per I segreti di Osage County
  - 2015 – Candidatura alla miglior attrice non protagonista cinematografica per Into the Woods
  - 2017 – Candidatura alla migliore attrice cinematografica per Florence

- David di Donatello
  - 1982 – Candidatura alla migliore attrice straniera per La donna del tenente francese
  - 1983 – Candidatura alla migliore attrice straniera per La scelta di Sophie
  - 1985 – Migliore attrice straniera per Innamorarsi
  - 1986 – Migliore attrice straniera per La mia Africa

- Premio Emmy[1]
  - 1979 – Miglior attrice protagonista in una miniserie o film TV per Olocausto
  - 1997 – Candidatura alla miglior attrice protagonista in una miniserie o film TV per Un passo verso il domani
  - 2004 – Miglior attrice protagonista in una miniserie o film TV per Angels in America
  - 2017 – Miglior narratrice per Five Came Back
  - 2020 – Candidatura alla miglior attrice non protagonista in una serie drammatica per Big Little Lies – Piccole grandi bugie

### Altri
- American Comedy Awards
  - 1991 – Miglior attrice divertente in un ruolo principale per Cartoline dall'inferno
- American Movie Awards
  - 1980 – Miglior attrice non protagonista per Il cacciatore
- AACTA Award
  - 1989 – Miglior attrice in un ruolo principale per Un grido nella notte
  - 2011 – Miglior attrice internazionale per The Iron Lady
- Boston Society of Film Critics
  - 1982 – Miglior attrice per La scelta di Sophie[2]
  - 2009 – Miglior attrice per Julie & Julia[2][3]
  - 2011 – Candidatura alla miglior attrice per The Iron Lady[4]
- Festival internazionale del cinema di Berlino
  - 1999 – Berlinale Camera
  - 2003 – Orso d'argento alla miglior attrice per The Hours
  - 2012 – Orso d'oro alla carriera
- Festival di Cannes
  - 1989 – Prix d'interprétation féminine per Un grido nella notte
  - 2024 – Palme d'honneur d'interprétation
- Chicago Film Critics Association
  - 2003 – Miglior attrice non protagonista per Il ladro di orchidee[5]
  - 2006 – Candidatura alla miglior attrice per Il diavolo veste Prada
  - 2008 – Candidatura alla miglior attrice per Il dubbio
  - 2009 – Candidatura alla miglior attrice per Julie & Julia
  - 2011 – Candidatura alla miglior attrice per The Iron Lady[6]

- Chlotrudis Society for Independent Film
  - 1997 – Candidatura alla miglior attrice non protagonista per La stanza di Marvin
- Critics' Choice Awards
  - 2003 – Candidatura alla miglior attrice non protagonista per Il ladro di orchidee
  - 2007 – Candidatura alla miglior attrice per Il diavolo veste Prada
  - 2009 – Miglior attrice per Il dubbio
  - 2009 – Candidatura al miglior cast corale per Il dubbio
  - 2010 – Miglior attrice per Julie & Julia
  - 2018 – Candidatura alla miglior attrice per The Post[7]
  - 2024 - Miglior attrice non protagonista in una serie commedia per Only Murders in the Building

- E! People's Choice Awards
  - 1984 – Attrice cinematografica preferita[8]
  - 1985 – Attrice cinematografica preferita[9]
  - 1987 – Attrice cinematografica preferita[10]
  - 1989 – Attrice preferita in un film drammatico[11]
  - 1990 – Attrice cinematografica preferita[12]
  - 1990 – Attrice preferita da tutto il mondo[12]

- Festa del Cinema di Roma
  - 2009 – Marc'Aurelio d'oro alla carriera
- Florida Film Critics Circle
  - 2003 – Miglior attrice non protagonista per Il ladro di orchidee
- Gotham Independent Film Awards
  - 2006 – Candidatura al miglior cast d'insieme per Radio America

- Golden Camera
  - 2009 – Miglior attrice internazionale

- Kansas City Film Critics Circle Awards
  - 1980 – Miglior attrice per Kramer contro Kramer
  - 1983 – Miglior attrice per La scelta di Sophie
  - 1984 – Miglior attrice per Silkwood
  - 1986 – Miglior attrice per La mia Africa
  - 2009 – Miglior attrice per Il dubbio
  - 2010 – Miglior attrice per Julie & Julia

- Las Vegas Film Critics Society
  - 2002 – Candidatura alla miglior attrice non protagonista per The Hours

- London Critics Circle Film Awards
  - 2004 – Candidatura all'attrice dell'anno per Il ladro di orchidee
  - 2007 – Attrice dell'anno per Il diavolo veste Prada
  - 2009 – Candidatura all'attrice dell'anno per Il dubbio
  - 2010 – Candidatura all'attrice dell'anno per Julie & Julia
  - 2012 – Attrice dell'anno per The Iron Lady
- Los Angeles Film Critics Association
  - 1980 – Miglior attrice non protagonista per Kramer contro Kramer, Manhattan e La seduzione del potere
  - 1982 – Miglior attrice per La donna del tenente francese
  - 1983 – Miglior attrice per La scelta di Sophie
  - 1986 – Miglior attrice per La mia Africa
- Festival cinematografico internazionale di Mosca
  - 2004 – Premio Stanislavsky
- MTV Movie & TV Awards
  - 2007 – Candidatura al miglior cattivo per Il diavolo veste Prada
  - 2015 – Miglior cattivo per Into the Woods[13][14]

- National Movie Awards
  - 2009 – Miglior performance femminile per Mamma Mia!
- National Board of Review
  - 1980 – Miglior attrice non protagonista per Kramer contro Kramer, Manhattan e La seduzione del potere
  - 1983 – Miglior attrice per La scelta di Sophie
  - 2009 – Miglior cast d'insieme per Il dubbio

- National Society of Film Critics
  - 1979 – Miglior attrice non protagonista per Il cacciatore
  - 1980 – Miglior attrice non protagonista per Kramer contro Kramer, Manhattan e La seduzione del potere
  - 1983 – Miglior attrice per La scelta di Sophie
  - 2007 – Miglior attrice non protagonista per Il diavolo veste Prada e Radio America

- New York Film Critics Circle Awards
  - 1980 – Miglior attrice non protagonista per Kramer contro Kramer e La seduzione del potere
  - 1983 – Miglior attrice per  La scelta di Sophie
  - 1988 – Miglior attrice per Un grido nella notte
  - 2010 – Miglior attrice per Julie & Julia
  - 2011 – Miglior attrice per The Iron Lady

- Nickelodeon Kids' Choice Awards
  - 2015 – Candidatura al cattivo preferito per Into the Woods[15]

- Online Film Critics Society
  - 2003 – Candidatura alla miglior attrice non protagonista per Il ladro di orchidee
  - 2007 – Candidatura alla miglior attrice non protagonista per Il diavolo veste Prada

- Outfest
  - 2003 – Miglior attrice in un ruolo principale per The Hours

- Phoenix Film Critics Society Awards
  - 2002 – Candidatura alla miglior attrice non protagonista per Il ladro di orchidee
  - 2002 – Candidatura al miglior cast d'insieme per The Hours
  - 2008 – Miglior attrice per Il dubbio[16]
  - 2009 – Miglior attrice per Julie & Julia[17]

- Satellite Award
  - 1998 – Candidatura alla miglior attrice in una mini–serie o film per la televisione per Un passo verso il domani
  - 1999 – Candidatura alla miglior attrice in un film drammatico per La voce dell'amore
  - 2003 – Candidatura alla miglior attrice in un film drammatico per The Hours
  - 2003 – Candidatura alla miglior attrice non protagonista in un film commedia o musicale per Il ladro di orchidee
  - 2004 – Miglior attrice in una mini–serie o film per la televisione per Angels in America
  - 2006 – Miglior attrice in un film commedia o musicale per Il diavolo veste Prada[18]
  - 2008 – Candidatura alla miglior attrice in un film commedia o musicale per Mamma Mia![19]
  - 2008 – Candidatura alla miglior attrice in un film drammatico per Il dubbio[19]
  - 2009 – Miglior attrice in un film commedia o musicale per Julie & Julia[20]
  - 2011 – Candidatura alla miglior attrice per The Iron Lady

- Festival internazionale del cinema di San Sebastián
  - 2008 – Donostia Lifetime Achievement Award

- Saturn Award
  - 1992 – Candidatura alla miglior attrice per Prossima fermata: paradiso
  - 1993 – Candidatura alla miglior attrice per La morte ti fa bella
  - 2005 – Candidatura alla miglior attrice non protagonista per The Manchurian Candidate
  - 2015 – Candidatura alla miglior attrice non protagonista per Into the Woods[21]

- Southeastern Film Critics Association Awards
  - 2003 – Miglior attrice non protagonista per Il ladro di orchidee
  - 2009 – Miglior attrice per Julie & Julia
  - 2011 – Miglior attrice per The Iron Lady

- Teen Choice Awards
  - 2006 – Candidatura alla miglior intesa (con Anne Hathaway) per Il diavolo veste Prada
  - 2006 – Candidatura al miglior cattivo per Il diavolo veste Prada

- Semana Internacional de Cine de Valladolid
  - 1987 –  Miglior attrice per Heartburn - Affari di cuore

- Washington D.C. Area Film Critics Association
  - 2009 – Miglior attrice per Il dubbio

## Premi musicali
- Grammy Award
  - 1986 - Candidatura al miglior album per bambini per Il coniglietto di velluto
  - 1989 - Candidatura al miglior album per bambini per Il sarto di Gloucester
  - 1989 - Candidatura al miglior album per bambini per  La storia di Peter Coniglio
  - 2008 - Candidatura al miglior album di parole parlate per bambini per The one and Only Shrek
  - 2009 - Candidatura al miglior album musicale per Mamma Mia! The Movie Soundtrack
  - 2021 - Candidatura al miglior album parlato per La tela di Carlotta
  - 2024 - Candidatura al miglior album parlato per Big Tree